# Sebastes aleutianus
Sebastes aleutianus – gatunek morskiej ryby skorpenokształtnej z rodziny Sebastidae.

## Występowanie
Występuje w północnym Pacyfiku: od Japonii po Morze Beringa oraz od Wysp Aleuckich aż po południową Kalifornię. Spotykany na głębokościach od 25 do 900 m. Znajduje się zwykle blisko dna, w chłodnych wodach. Preferuje rejony skaliste, często występuje z dala od brzegu.

## Charakterystyka
Osiąga długość do 97 cm oraz masę do 900 g. Odróżnia się od blisko spokrewnionego S. melanostictus brakiem ciemnych plam na błonach płetwy grzbietowej. Najstarszy schwytany osobnik miał 205 lat. 